# 1378 en Angleterre
Chronologie de l'Angleterre
- 1374
- 1375
- 1376
- 1377
- 1378
- 1379
- 1380
- 1381
- 1382

Cette page concerne l'année 1378 du calendrier julien.

## Naissances en 1378
- 7 janvier : William Moleyns, propriétaire terrien
- 22 juin : Walter Hungerford, 1er baron Hungerford
- Date inconnue : 
  - Alice FitzAlan, baronne Cherleton
  - John Hardyng, chroniqueur
  - Peter Mauley, 5e baron Mauley
  - William Paston, juge

## Décès en 1378
- 22 juillet : Owain Lawgoch, soldat et rebelle
- 22 septembre : Robert de Crull, officier naval
- 30 novembre : Andrew Stratford, propriétaire terrien
- Date inconnue : Ralph Daubeney, chevalier